# Эрикссон, Пер-Уве
Пер-Уве Гарри Эрикссон (швед. Per-Ove Harry Eriksson; 2 ноября 1948 — 6 августа 2008) — шведский военный, полковник Сухопутных войск Швеции.

## Биография
Окончил в 1972 году военную академию Карлберг, с того же года служил в Вестернорландском полку, дослужившись до звания капитана в 1975 году. В 1983 году произведён в майоры и назначен начальником отделения штаба в Нижненоррландском военном округе, где служил в 1987—1989 годах. В 1989 году произведён в подполковники, после чего был назначен начальником учебного отдела Вестерноррландского полка, проработав на этой должность в 1989—1991 годах, а затем начальником отдела Штаба обороны в 1991—1993 годах. В 1993 году произведён в полковники и назначен командиром Онгерманландской бригады, которой командовал в 1993—1999 годах. Также был командиром 11-го шведского батальона миротворцев в Боснии в 1998—1999 годах Командир Вестерботтенского полка и командир Вестерботтенского оборонительного района в 1999—2000 годах.
В 2001—2004 годах был военным атташе при шведском посольстве в Сараево и шведском посольстве в Загребе, после чего возглавлял Командное отделение в разведслужбе Муст при штабе Вооружённых сил Швеции в 2004—2006 годах. На пенсию вышел в 2006 году.